# Copa Eva Duarte 1950-51
La copa Eva Duarte 1950-51 fue la quinta edición del torneo nacional organizado por la Real Federación Española de Fútbol. La disputaron los vencedores de los campeonatos nacionales de fútbol que fueron el Atlético de Madrid y F.C. Barcelona.

## Desarrollo
Se disputó a partido único siendo el Atlético de Madrid el vencedor por 2:0. Este sería el último precedente de un partido disputado de este torneo, debido a que las últimas dos ediciones fueron adjudicadas automáticamente al F.C. Barcelona por ser vencedor tanto de La Liga nacional como de la Copa.
El partido fue disputado el 1 de noviembre de 1951 en el estadio de Chamartín, Madrid, España. Los goles para el Atlético fueron anotados por el sueco Henry Carlsson al minuto 3 y el español Adrián Escudero al 52 de la parte complementaria. Aquel equipo colchonero fue comandado por el técnico argentino Helenio Herrera.
Fue el primer y único título para el Atlético de Madrid en la competición, después de perder la final de la edición 1949-50 frente al Athletic de Bilbao por 2:0 en un partido de desempate, también disputado en el estadio de Chamartín.

## Partido
| 1 de noviembre de 1951 (temporada 1951/1952) | Atlético de Madrid       | 2 : 0 | F.C. Barcelona | Nuevo Estadio de Chamartín, Madrid                                            |                                                                               |
|                                              | Carlsson 3' Escudero 52' |       |                | Asistencia: 15 000 espectadores Árbitro(s): Pérez Rodríguez (Colegio andaluz) | Asistencia: 15 000 espectadores Árbitro(s): Pérez Rodríguez (Colegio andaluz) |

|                                 |
| Campeón Club Atlético de Madrid |
| Primer título                   |